# Anthony McPartlin
 (mars 2018).
Si vous disposez d'ouvrages ou d'articles de référence ou si vous connaissez des sites web de qualité traitant du thème abordé ici, merci de compléter l'article en donnant les références utiles à sa vérifiabilité et en les liant à la section « Notes et références ».
Anthony David « Ant » McPartlin, né le 18 novembre 1975, est un présentateur, producteur et acteur de télévision anglais, mieux connu pour faire partie du duo d'acteur et de télévision anglais Ant & Dec, l'autre étant Dec Donnelly (en).
McPartlin est devenu célèbre dans la série dramatique pour enfants Byker Grove et comme faisant partie du duo de  musique pop PJ & Duncan. Depuis lors, McPartlin et Donnelly ont eu une carrière comme présentateurs de télévision, en présentant Je suis une célébrité... Faites moi sortir d'ici! depuis 2002, le Saturday Night Takeaway d'Ant & Dec depuis 2002, Britain's Got Talent depuis 2007 et Text Santa entre 2011 et 2014.
McPartlin et Donnelly n'ont pas présenté Text Santa en 2015 qui était la dernière année de l'appel.
Avant cela, le duo présentait d'autres séries de divertissement ITV telles que PokerFace , Push the Button , Pop Idol et Red ou Black ?

## Biographie

### Carrière
La première apparition de Ant à la télévision est sur un programme pour enfants mais il devient connu en jouant PJ dans la série BBC Children Byker Grove. C'est là qu'il rencontre Declan Donnelly, qui est le personnage de Duncan, et la vraie vie reflète le programme alors que les deux deviennent de meilleurs amis à la fois au départ et à l'arrivée. Sous le nom de PJ & Duncan Aka, ils font un certain nombre de disques à succès, comme Tonight I'm Free, une chanson qu'ils ont interprétée dans un spectacle. Les deux quittent la série en 1993.
Depuis ce temps, ils apparaissent ensemble dans des programmes tels que SMTV Live, Pop Idol, Britain's Got Talent, Je suis une célébrité... Faites moi sortir d'ici!, Ant & Dec's Saturday Night à emporter ou PokerFace.

## Vie privée
Le 22 juillet 2006, McPartlin a épousé sa petite amie de longue date qui est maquilleuse, Lisa Armstrong, à Cliveden dans le Buckinghamshire. Le couple est resté marié pendant 11 ans avant d'annoncer son divorce le 15 janvier 2018.

### Charité
McPartlin et Donnelly sont les mécènes de l'organisme de bienfaisance Sunshine Fund. Quand leur single Let's Get Ready to Rhumble a atteint le numéro 1, Ant & Dec ont fait don du succès du single à l'association caritative ChildLine. Ils soutiennent également l'appel Text Santa. Ils ont ouvert le W4 Youth Centre en 2013.

## Revenus
En 2007, McPartlin, avec son partenaire présentateur à l'écran, Donnelly, a signé un contrat de deux ans et demi de £ 30 millions avec ITV.

## Honneurs et prix
McPartlin a été nommé Officier de l'Ordre de l'Empire britannique (OBE) à l'occasion des Birthivers Honors 2016 pour services rendus à la radiodiffusion et au divertissement.

## APPS
- Une application officielle Saturday Night Takeaway connue sous le nom de Studio Rush a été lancée le 30 janvier 2013.